# 科羅利夫卡 (克拉斯諾頓區)
48°12′21″N 39°54′58″E / 48.20583°N 39.91611°E
科羅利夫卡（烏克蘭語：Королівка）是位於烏克蘭東部的村莊，由盧甘斯克州多夫然斯克區的索羅基內市鎮負責管轄。該村始建於1820年，面積5.03平方公里，海拔高度73米，2001年人口248，人口密度每平方公里49.3人。